# Percy Waterfall
Der Percy Waterfall ist ein Wasserfall am Nordrand der Stadt Lower Hutt in der Region Wellington auf der Nordinsel Neuseelands. Er liegt im Lauf eines namenlosen Bachs im Percy Scenic Reserve. Seine Fallhöhe beträgt rund 20 Meter.
Vom großen Besucherparkplatz am Dowse Drive führt ein Weg durch das Naturschutzgebiet in etwa 10 Gehminuten zum Wasserfall.